# Strychnos fulvotomentosa
Strychnos fulvotomentosa är en tvåhjärtbladig växtart som beskrevs av Ernest Friedrich Gilg. Strychnos fulvotomentosa ingår i släktet Strychnos och familjen Loganiaceae. Inga underarter finns listade i Catalogue of Life.